# 26355 Grueber
26355 Grueber è un asteroide della fascia principale. Scoperto nel 1998, presenta un'orbita caratterizzata da un semiasse maggiore pari a 2,5175391 UA e da un'eccentricità di 0,2540736, inclinata di 12,16640° rispetto all'eclittica.